# 波纹鳜
波纹鳜（学名：Siniperca undulata）为輻鰭魚綱鱸形目鱸亞目真鱸科鳜属的鱼类，俗名鳜鱼、铁鳜鱼、花鳜鱼、母猪壳。在中国，分布于贵州、广东东江水系和北江水系等，主要栖息于底质为砾石或沙滩的水域中，體長可達15公分，可做為食用魚。该物种的模式产地在贵州独山、安徽休宁、广西罗城。